# Istmo di Suez

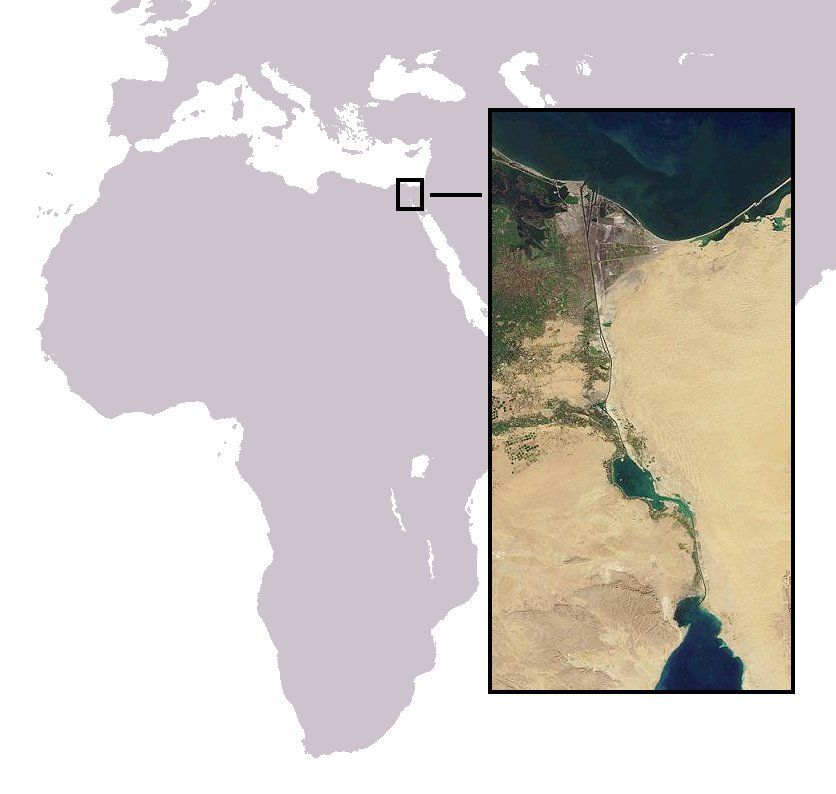
L'istmo di Suez e il canale evidenziato

L'istmo di Suez è un istmo di terra sabbiosa e rocciosa, situato nell'Egitto orientale, a nord del golfo omonimo, che collega la porzione africana e quella asiatica del paese, nei pressi della città di Suez. L'istmo, largo 161 km, fu tagliato nel 1867 con la costruzione del canale artificiale di Suez, al fine di consentire il transito navale fra il Mar Mediterraneo e il Mar Rosso.
L'istmo prese forma in gran parte nel Quaternario, in seguito all'accumularsi del limo spinto verso il mare dal Nilo. Nella stessa epoca, l'istmo fu sollevato da movimenti tellurici che lo innalzarono al di sopra del livello del mare.